# لیو چینگ‌یی
لیو چینگ‌یی (انگلیسی: Liu Qingyi؛ زادهٔ ۱۹ اکتبر ۲۰۰۵) ورزشکار رقص بریک اهل چین است.
وی در مسابقات کشوری و بین‌المللی در مجموع برندهٔ ۱ مدال طلا، ۱ مدال نقره، ۱ مدال برنز شده است.